# FTSE/Athex Large Cap
A FTSE/Athex Large Cap, cuja abreviação oficial é FTSE 25, é o Índice de bolsa de valores grega. Ele lista as 25 maiores empresas gregas blue chips, que constam na Bolsa de Atenas.
Foi reformulado em 2015, e tem como antigos membros  ATEbank, Bank of Cyprus, Cosmote, Corinth Pipeworks, Emporiki Bank, Frigoglass, Intralot, Marfin Popular Bank/Cyprus Popular Bank, Greek Postal Savings Bank/TT Hellenic Postbank.

## Constituintes
| Companhia                    | Abreviatura  | Setor                |
| ---------------------------- | ------------ | -------------------- |
| Aegean Airlines              | AEGN         | Aéreo                |
| Alpha Bank                   | ALPHA        | Bancos               |
| Jumbo                        | BELA         | Brinquedos           |
| Coca-Cola HBC AG             | EEE          | Bebidas              |
| Ellaktor                     | ELLAKTOR     | Construção           |
| Hellenic Petroleum           | ELPE         | Oléo e Gás           |
| National Bank of Greece      | ETE          | Bancos               |
| Eurobank Ergasias            | EUROB        | Bancos               |
| Bolsa de Atenas              | EXAE         | Investimentos        |
| EYDAP                        | EYDAP        | água                 |
| Folli Follie                 | FFGRP        | Retalhadora          |
| GEK Terna                    | GEKTERNA     | Construção e energia |
| Grivalia Properties R.E.I.C. | GRIV         | Investimentos        |
| OTE                          | HTO          | Telecomunicações     |
| Metka                        | METKK        | Metais               |
| Marfin Investment Group      | MIG          | Conglomerado         |
| Motor Oil                    | MOH          | Óleo e Gás           |
| Mytilineos Holdings          | MYTIL        | Metais               |
| OPAP                         | OPAP         | Apostas              |
| Piraeus Port Authority S.A.  | PPA          | Transportes          |
| Public Power Corporation     | PPC          | Eletricidade         |
| Terna Energy                 | TENERGY      | Energia              |
| Titan Cement                 | TITK ou TITP | Mat de Construção    |
| Piraeus Bank                 | TPEIR        | Bancos               |
| Viohalco                     | VIO          | Industrial           |